# Gare de Noyen
Gare de Noyen vasútállomás Franciaországban, Noyen-sur-Sarthe településen.

## Vasútvonalak
Az állomást az alábbi vasútvonalak érintik:
- Le Mans–Angers-vasútvonal

## Kapcsolódó állomások
A vasútállomáshoz az alábbi állomások vannak a legközelebb:
- Gare de La Suze (Gare du Mans, Le Mans–Angers-vasútvonal)
- Gare de Sablé (Gare d’Angers-Maître-École, Le Mans–Angers-vasútvonal)